# Österreichischer Radsport-Verband
Österreichischer Radsport-Verband ((ÖRV) – seit 17. Februar 2023 auch Cycling Austria genannt) ist der Fachverband für Radsportlerinnen und Radsportler in der Österreichischen Bundes-Sportorganisation (BSO).

## Organisation
Der ÖRV wurde 1949 gegründet. Er setzt sich aus neun Landessportverbänden zusammen. Er ist Mitglied im Weltradsportverband Union Cycliste Internationale (UCI) und im europäischen Verband Union Européenne de Cyclisme.
Der Verband untergliedert sich in 11 Sparten: Straßenradsport, Bahnradsport, Mountainbike, BMX-Rennsport, BMX-Freestyle, Cyclocross, Trial, Hallenradsport (Kunstrad und Radball), E-Sports Gravel und Paracycling. Cycling Austria richtet jährlich die Road Cycling League Austria, die Int. Radjugendtour Oststeiermark (Kategorie MU17) und die einzige Frauenrundfahrt in Österreich – Sportland Niederösterreich women|kids tour – aus und unter anderem folgende Meisterschaften:
- Österreichische Straßen-Radmeisterschaften
- Österreichische Meisterschaften im Mountainbike
- Österreichische Querfeldein-Meisterschaften
- Österreichische Radball-Meisterschaften

Im Jahr 2023 hat sich der österr. Radsport-Verband der Straßen U23-Vereinigung mit der Schweiz, Luxemburg und Deutschland angeschlossen. Am 6. Juli 2025 hat Cycling Austria die 4 Ländermeisterschaft Straße U23 männlich/weiblich in Hollenstein/Ybbs ausgetragen.
Seit 1995 wird vom ÖRV jährlich der Radsportler des Jahres (männlich, weiblich & Para) gekürt, die Verleihung dieser Auszeichnung findet jährlich Ende November im Zuge der Cycling Austria Gesamtsieger:innenehrung statt.
In der Generalversammlung vom 11. November 2023 wurde beschlossen, dass die Quote bei stimmberechtigten Präsidiumsmitgliedern bei 20 % Frauen und 20 % Männer liegen muss.

## Präsidium
- 1983–1995 Stefan Mikschl
- 1996–2019 Otto Flum[2][3]
- 2019–2023 Präsident KR Harald J. Mayer[4], Vizepräsidenten Jürgen Brettschneider, Gerald Pototschnig und Paul Resch
- Seit 1. Oktober 2022 ist Florian König Generalsekretär des Österr. Radsport-Verbandes und Geschäftsführer der ÖRV Management GmbH[5]
- seit 11. November 2023 Präsident Harald J. Mayer, Vizepräsidenten Jürgen Brettschneider, Michaela Nussbaumer, Gerald Pototschnig und Paul Resch[6]
- Seit 1. Juli 2025 ist Roland Pils Sportdirektor des Österr. Radsport-Verbandes[7]